# 周玉琴 (台灣主播)
周玉琴（1970年3月21日—），台灣新聞主播、主持人、製作人。畢業於紐約大學新聞系碩士。曾任職於傳訊電視（中天電視前身）、年代新聞台、民視新聞台、超級電視台（東森超視前身），2010年回到中天新聞台擔任主播。現為中天新聞台《頭條開講》主持人。

## 學歷
- 紐約大學新聞系碩士
- 國立政治大學廣播電視學系學士
- 北一女中

## 經歷
- 傳訊電視紐約新聞中心編譯、台北新聞中心夜間新聞主播
- 超級電視台財經線記者、主播
- 民視新聞台主播、主持人
- 年代新聞台主播、主持人、製作人
- 中天新聞台主播、主持人、製作人

## 家庭
周玉琴父親是名軍人，母親是家庭主婦；前夫丁學文從事創投業，两人育有女兒。
2022年8月13日與時事評論員、政大外交系兼任副教授賴岳謙在台灣台中市交換戒指，11月22日登記结婚。

## 曾擔任播報節目
| 時間                         | 頻道       | 節目                            | 備註             |
| ---------------------------- | ---------- | ------------------------------- | ---------------- |
| 1996年前後                   | 傳訊電視   | 《夜間新聞》                    | 主播             |
| 待查                         | 民視新聞台 | 《民視七點晨間新聞》            | 主播             |
| 待查                         | 民視新聞台 | 《生活EASY》                    | 主播             |
| 待查                         | 民視新聞台 | 《民視異言堂》                  | 主持人           |
| 2007年－2010年               | 年代新聞台 | 《年代晚報》                    | 主播             |
| 2007年－2010年               | 年代新聞台 | 《藍海年代》                    | 主持人兼製作人   |
| 2010年－待查                 | 中天新聞台 | 《新台灣星光大道》              | 主持人           |
| 2013年6月30日－2014年8月17日 | 中天新聞台 | 《記錄台灣》                    | 主持人           |
| 2010年5月31日－2015年8月     | 中天新聞台 | 《新聞八九點通》→《新聞八點通》 | 主播             |
| 2013年6月－2014年            | 中天亞洲台 | 《亞洲最錢線》                  | 主播             |
| 2014年5月16日－2014年8月15日 | 中天亞洲台 | 《華夏財富直通車》              | 主持人           |
| 2015年8月－時間不明          | 中天新聞台 | 《中天午間新聞》                | 主播             |
| 2016年6月13日－2020年3月20日 | 中天新聞台 | 《大政治大爆卦》                | 主持人           |
| 2020年3月23日－2020年10月2日 | 中天新聞台 | 《中天午間新聞》                | 主播             |
| 2020年10月5日－至今          | 中天新聞台 | 《頭條開講》                    | 主持人           |
| 2021年1月11日－2022年4月8日  | 中天新聞台 | 《新聞有琴調》                  | 主持人，網路節目 |
| 2022年8月2日－至今           | 中天新聞台 | 《琴謙天下事》                  | 主持人，網路節目 |
| 2022年9月10日－至今          | 賴岳謙TV   | 《琴問謙答》                    | 主持人，網路節目 |

## 著作
| 年份      | 書名                                          | 作者               | 出版社     | ISBN               |
| --------- | --------------------------------------------- | ------------------ | ---------- | ------------------ |
| 2000年8月 | 《健康EASY：青春美麗很容易》                  | 周玉琴             | 民視文化   | ISBN 9789579821599 |
| 2004年8月 | 《幸福．投資．333：丁學文、周玉琴的雙贏人生》 | 周玉琴、丁学文合著 | 方智出版社 | ISBN 9576799295    |

## 外部連結
- 主播介紹－中天新聞台
- 周玉琴的Facebook專頁
- 周小琴吃到寶的Facebook專頁
- 周玉琴的Instagram帳戶